# Fetopathie
Eine Fetopathie (nach lateinisch fetus ‚die Brut‘, ‚Nachkommenschaft‘ und altgriechisch πάθος ‚das Leiden‘, auch: Fetopathia, Fetose) ist eine Erkrankung beim Fetus.
Eine Fetopathie ist Folge einer Fruchtschädigung während der Fetalperiode, die beim Menschen vom Beginn der 9. Schwangerschaftswoche bis zur Geburt dauert. Die Empfindlichkeit für schädliche Einwirkungen (Noxen) ist im zweiten und dritten Trimenon (Abschnitt von jeweils drei Monaten der Schwangerschaft) im Vergleich zum ersten Trimenon deutlich vermindert, da die meisten Organe nach der 8. Schwangerschaftswoche bereits vollständig angelegt und daher weniger anfällig sind. Eine Ausnahme bildet der Cortex cerebri, der zwischen der 8. und 15. Woche besonders sensibel auf Noxen reagiert.
Fetopathien werden durch Einwirkungen verursacht, die in der Regel diaplazentar (über die Plazenta) auf dem Blutweg zum Fetus gelangen. Dabei kann es sich um Infektionserreger (Erreger von Syphilis, Toxoplasmose, Listeriose, Röteln (Rötelnembryofetopathie), Zytomegalie, Windpocken, Zika-Fieber) oder um mütterliche Hormone, Stoffwechselprodukte bei Stoffwechselstörungen (Fetopathia diabetica), Gifte (Fetales Alkoholsyndrom) oder Antikörper (Fetopathia serologica = Morbus haemolyticus neonatorum) handeln. Von extern kann eine Fetopathie durch eine Strahlenexposition hervorgerufen werden.